# Uvijeni glavoč
Glavoč uvijeni (lat. Gobius couchi) riba je iz porodice glavoča. Spada u novootkrivene vrste u Jadranskom moru, prvi put je otkriven kod nas 27. kolovoza 1996. na području Kvarnera. Živi na malim dubinama, a najčešće u samom plićaku. Teren na kojem živi je mulj i pijesak, nedaleko od zaklona većih stijena. Tijelo mu je vretenasto, izduljeno, glava velika u odnosu na tijelo, gubica tupasta, a oči izbuljene i smještene na vrh glave. Boja mu može biti različita, od smeđe sive do zelenkasto sive. Tijelo mu je prekriveno manjim tamnim točkicama, koje su ispod sredine tijela zlatne boje. Naraste do 7,7 cm, živi oko 6 godina, a hrani se mnogočetinašima, algama, rakovima i školjkašima.

## Rasprostranjenost
Uvijeni glavoč živi u istočnom Atlantiku oko obala Irske i Britanije i zapadnom dijelu Mediterana.

## Vanjske poveznice
|  | Zajednički poslužitelj ima još gradiva o temi Gobius couchi |
|  | Wikivrste imaju podatke o taksonu Gobius couchi             |